# Пароварка

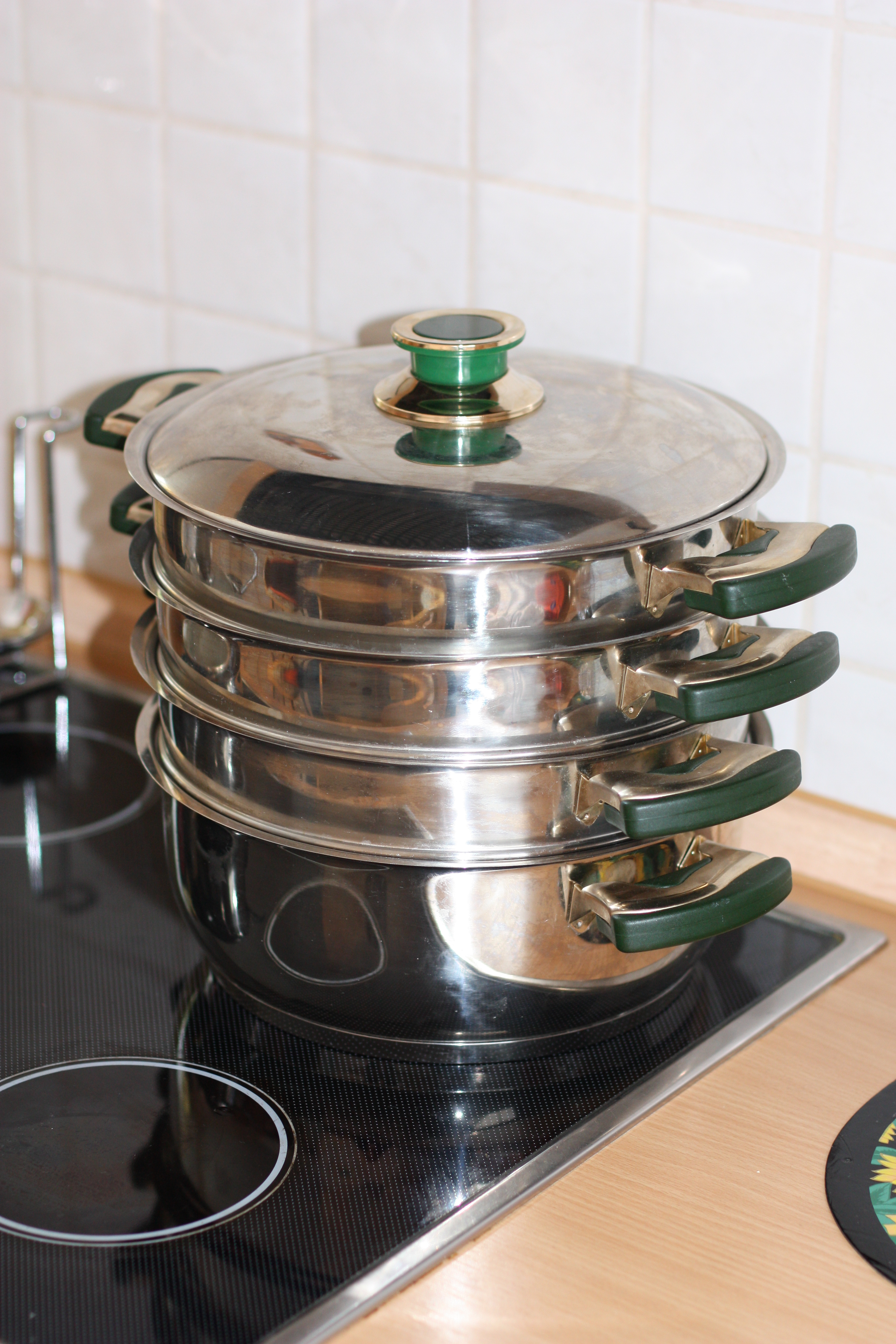
Наплитная пароварка для приготовления мантов, мантоварка
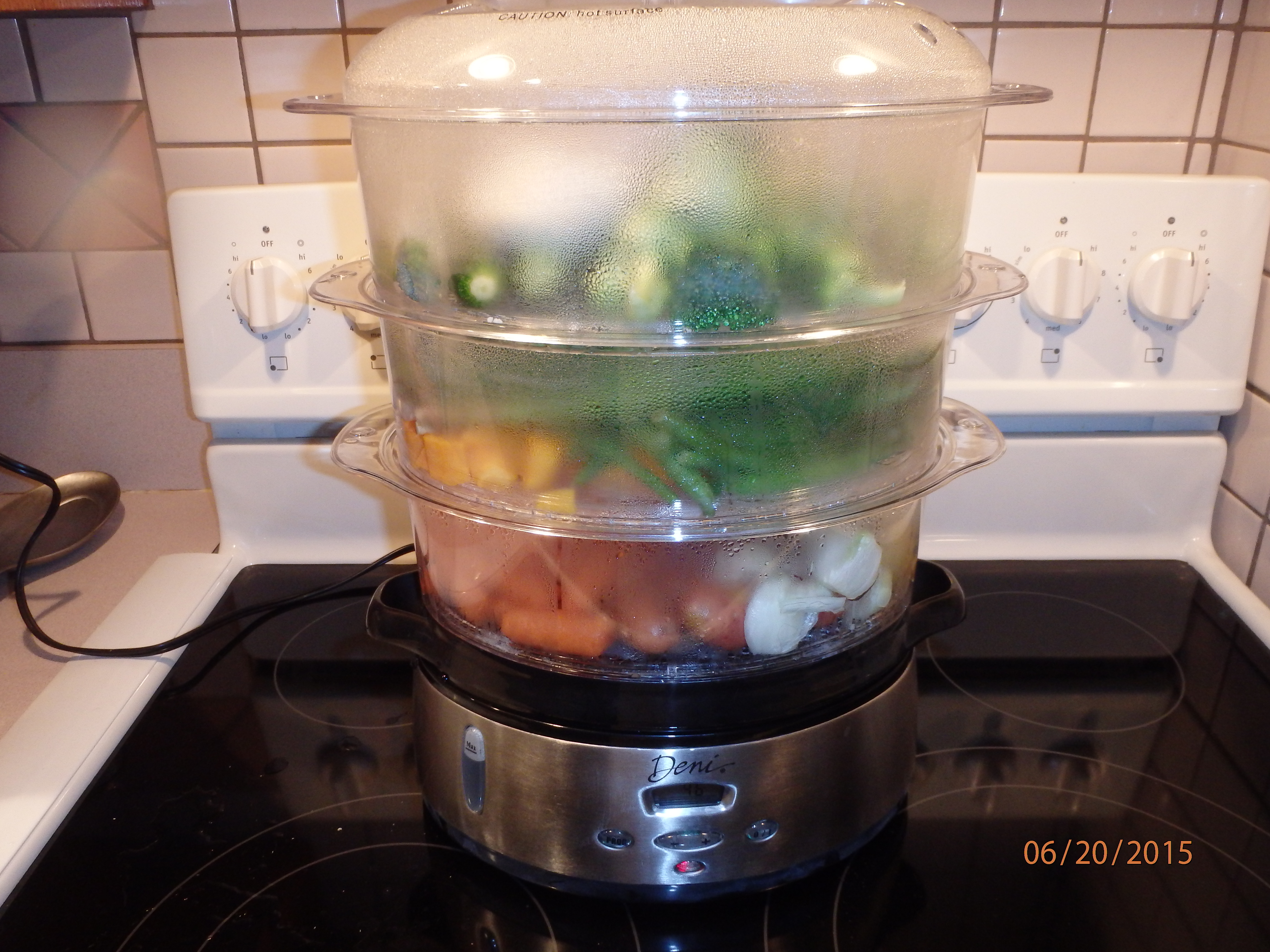
Электрическая пароварка

Парова́рка — специальное устройство для готовки пищи на пару.
Функция пароварки может быть реализована путём установки пароварки-вкладыша в обычную кастрюлю.

## История
Классическая пароварка — это вставка в кастрюлю — перфорированная или решётчатая — во вставку помещается приготавливаемая пища, а в саму кастрюлю наливается вода. Кухонные котлы из бронзы или глины, имеющие подобное двучастное устройство (синь) использовались в китайской кухне с древности (известны подобные археологические находки, принадлежащие династии Шан). Аналогичная по устройству традиционная корейская пароварка сиру (시루) в частности используется для приготовления рисовых пирожных тток. А в Новой Гвинее (а также восточноазиатской кухне, включая Китай и Японию) традиционно применяют также бамбуковые пароварки (Bamboo steamer): такая посуда, помещаемая поверх кастрюли с кипящей водой и используемая для приготовления традиционных восточных блюд и сейчас доступна в специализированных магазинах — её экспорт из Новой Гвинеи практикуется с 1960-х годов.

## Виды пароварок
Существуют основные виды пароварок:
- кастрюли с перфорированной вкладкой или решёткой для нагрева на газовой или электрической плите;
- с прямым электрическим подогревом;
  - законченные устройства (соло);
  - встраиваемые в кухонный интерьер.

Также:
- Ярусные электрические пароварки
- Пароварка как опция

Здоровый образ жизни — тенденция последних десятилетий. Поэтому в продаже появились многофункциональные приборы для приготовления пищи с опцией пароварки. Так, например, функция приготовления на пару есть у микроволновых печей Whirlpool, Samsung, Panasonic и LG Electronics. Принцип приготовления на пару в данном случае очень прост и экономичен — в камеру печи устанавливается конструкция из ёмкости с водой, решётки для продуктов и крышки (набор соответствующих ёмкостей поставляется в комплекте). Также функция приготовления на пару есть у мультиварок Philips, Weissgauff, Redmond, Moulinex, Panasonic.

### Встраиваемая пароварка
Встраиваемые пароварки — отдельная категория встраиваемой техники. Это довольно дорогие многофункциональные приборы. Они позволяют регулировать температуру воды, имеют множество автоматических режимов для приготовления и для размораживания продуктов. Камера такой пароварки оборудована встроенным мощным нагревательным элементом или парогенератором. Во встраиваемых пароварках есть резервуар для воды и для сбора конденсата, в специальных версиях «plumbed in», которые подключаются напрямую к системе водоснабжения. Они имеют программы чистки, контроля качества воды, многоступенчатые системы безопасности и ещё много дополнительных возможностей, присущих дорогой технике высокого класса.

## Устройство пароварки
Современная ярусная электрическая пароварка имеет удобную и гигиеничную конструкцию. В основании пароварки находится резервуар для воды с нагревательным элементом, на поверхности которого и образуется пар. В последнее время появились пароварки с плоским нагревательным элементом, как у чайников. Такая конструкция безопаснее, а сам резервуар удобнее чистить.
Сверху на резервуар ярусами устанавливаются паровые корзины — ёмкости с перфорированным дном, в которые помещаются продукты. Ёмкостей может быть несколько (обычно 2-3), верхняя ёмкость накрывается крышкой. Ярусные пароварки различаются мощностью, объёмом паровых корзин, возможностями управления и набором дополнительных функций. Уровень мощности и объём резервуара для воды — взаимосвязанные характеристики. Уровень мощности колеблется у разных производителей от 400 до 2000 Вт, а ёмкость резервуара для воды от 0,5 до 6 литров. Конфигурация корзин имеет принципиальную важность и в каждом случае свои плюсы и минусы. Корзины одинакового диаметра неудобны в хранении, но в процессе приготовления их можно при необходимости менять местами, чтобы скорректировать скорость приготовления продуктов. Корзины разного диаметра удобно хранить, вкладывая одну в другую, но отсутствует возможность, описанная выше. Объём одной паровой корзины у разных производителей варьируется от 1 до 5 литров. Разумеется, вместительная пароварка предпочтительнее для большой семьи. Практически у всех пароварок в комплекте имеется дополнительная чаша без перфорированного дна, так называемая «чаша для риса», которая устанавливается в корзину и предназначается для варки круп и иных продуктов, имеющих консистенцию, не пригодную для размещения на перфорированной поверхности.
Конденсат и сок, выделяющийся из продуктов во время приготовления, собираются в специальный поддон. Предпочтительнее вариант, когда каждая паровая корзина оборудована съемным поддоном. Во-первых, это предотвращает попадание сока из одной корзины в другую и смешивание вкусов и запахов, а, во-вторых, сняв поддоны, в пароварке можно приготовить объёмное блюдо, например, курицу целиком.
Новая тенденция — двусторонний съемный поддон, который можно использовать как для традиционной варки на пару, так и для приготовления продуктов в собственном соку. Такая конструкция удобна тем, что практически не ограничивает пользователя в выборе продуктов для приготовления.
Немаловажен также материал, из которого изготовлены паровые корзины и поддоны. В подавляющем большинстве это пластик, однако, есть модели с металлическими корзинами и поддонами. Нетрудно догадаться, что металл долговечнее и практичнее.
Как правило, ёмкость резервуара и поддонов рассчитаны на использование в течение максимального времени, которое вы можете задать для данной модели. Если же заданное время и вода закончились, а блюдо не готово, то необходимо долить воду, для чего предусмотрены специальные отверстия в корпусе. Оригинальное решение — возможность долива воды по всему периметру корпуса — маленькое, но ощутимое удобство.
Пароварка состоит из таких частей, общих для всех видов:
- Основание (база) — рабочая часть пароварки, ёмкость для воды, которая доводится до кипения и служит источником пара.
- Паровые корзины представляют собой ёмкости с перфорированным дном, в которые помещаются продукты. их может быть несколько, в таком случае в рабочем состоянии они ставятся одна на другую, а верхняя корзина закрывается крышкой.
- Поддон предназначен для сбора конденсата и сока, стекающего с продуктов.
- Механическое и электронное управление

При механическом управлении с помощью поворотного регулятора задается время приготовления. Когда время закончится, пароварка отключится автоматически. Электронное управление предоставляет больше возможностей — можно задавать не только время приготовления, но и время включения, а также регулировать мощность парообразования. Пароварки с электронным управлением имеют, как правило, несколько предустановленных автоматических программ для приготовления мяса, рыбы, овощей, курицы и риса. Также существуют функции корректировки времени приготовления в зависимости от веса продуктов и автоматическое поддержание приготовленного блюда в теплом состоянии. Электронное управление упрощает контроль уровня воды в резервуаре — при достижении критически низкого уровня пароварка сигнализирует о том, что пора долить воду.